# 県富世
県 富世（あがた の とみよ、生没年不詳）は、平安時代前期の官人。姓は造。官位は従八位上・斎宮寮史生。

## 経歴
清和朝の貞観9年（867年）斎宮寮史生の官職にあったが、上官の斎宮助・藤原豊本を斬殺する。翌貞観10年（868年）太政官論奏により、本来斬刑に処すべきところ罪一等を減じて遠流に処された。

## 官歴
『日本三代実録』による。
- 時期不詳：従八位上
- 貞観9年（867年） 9月12日：見斎宮寮史生
- 貞観10年（868年） 10月28日：遠流